# Myxilla hiradoensis
Myxilla hiradoensis är en svampdjursart som beskrevs av Kazuo Hoshino 1981. Myxilla hiradoensis ingår i släktet Myxilla och familjen Myxillidae. Inga underarter finns listade i Catalogue of Life.